# Stadspark Hasselt

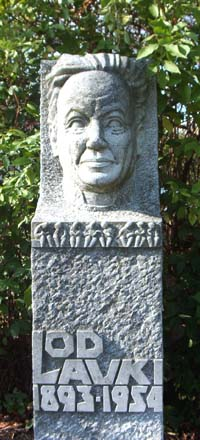
Monument voor Lod. Lavki

Het Stadspark Hasselt is een park in Hasselt, wat zich bevindt nabij de Sint-Catharinawijk.
Dit park is gelegen nabij het Cultureel Centrum Hasselt en is deels omringd door andere openbare gebouwen waaronder het Jessa Ziekenhuis. Het park bestaat voornamelijk uit gazons waarin enkele paden lopen. Ook zijn er kunstwerken opgesteld, waaronder abstracte plastieken en beelden als Vrouw in de zon door Georg Grard (1983). Ook bevindt zich in het park een monument voor Lod. Lavki.
In 2014 was er discussie aangaande de bouw van een parkeergarage, waar aanvankelijk het park door zou worden aangetast. Mede door protestacties van de burgers werden wijzigingen in dit plan doorgevoerd, teneinde het park te sparen.